# Andrew Nabbout
Andrew Nabbout (* 17. prosince 1992) je australský fotbalista, který hraje jako křídlo za Melbourne City.

## Reprezentační kariéra
Dne 27. srpna 2013 bylo oznámeno, že ho trenér Giuseppe Giannini povolal do libanonské reprezentace. Nabbout nabídku odmítl, protože ho trenér Ange Postecoglou mohl povolat na Mistrovství světa ve fotbale 2014, k čemuž ale nedošlo.
V březnu 2018 byl Nabbout nominován na zápasy australské reprezentace proti Norsku a Kolumbii. Dne 24. března 2018 debutoval proti Norsku, v 67. minutě nastoupil za Tomiho Jurice. Nastoupil také do utkání proti Kolumbii, v 73. minutě ho střídal Robbie Kruse.
Dne 1. června 2018 Nabbout vstřelil svůj první reprezentační gól v zápase proti Česku.
Trenér Bert van Marwijk ho zařadil do týmu pro Mistrovství světa ve fotbale 2018.